# Сузюмов, Евгений Матвеевич

Евгений Матвеевич Сузюмов (4 (17) января 1908, Пенза — 30 апреля 1998, Москва) — кандидат географических наук, почетный полярник, почетный гражданин г. Нижний Ломов (установлена мемориальная доска на доме, где жил Е. Сузюмов), почетный иностранный член Географического о-ва США. Основная сфера деятельности в послевоенный период — планирование и организационное обеспечение экспедиционных исследований Мирового океана. Участник многих экспедиций Главсевморпути и АН СССР в Арктику, Антарктику, Атлантический и Тихий океаны. Писатель — автор 14-ти научно-популярных книг и брошюр и многочисленных статей. Награждён 7-ю орденами и 14-ю медалями.

## Происхождение
Евгений Сузюмов родился в семье Матвея Григорьевича Сюзюмова (1877—1925): коллежского регистратора, служащего Пензенской нотариальной конторы, который в 1909 г. стал нотариусом в г. Нижний Ломов. Мать — Мария Ивановна (в девичестве Киселева, 1883—1970), дочь пензенского пчеловода. Помимо сына Евгения, у Матвея было шесть дочерей. Дед Евгения (отец Матвея) Сюзюмов Григорий Иванович (1848-1915 г.) проработал 30 лет маляром в железнодорожных мастерских г. Пенза. По ревизским сказкам, род Сюзюмовых прослеживается в Пензе по крайней мере с начала 1784 г. (более древние документы не обработаны). При переезде в Нижний Ломов Матвей сменил одну букву в фамилии и стал писаться «Сузюмов». Матвей был провинциальный культурный человек, много читавший, выписывавший книги и журналы из Москвы, приобщивший детей к чтению, учивший дочерей музыке. Был это человек глубоко религиозный, православный (см. Нижнеломовский нотариус Матвей Сузюмов и его семья: жизни и судьбы по архивным материалам и семейным хроникам. Нижнеломовский Вестник № 3 (3)  2019, стр. 33-44).
Фамилия «Сюзюмов» могла произойти от мордовского «перейти, переехать». Ещё варианты: «темный, густой лес, овраг, балка». В основе- какое-то финно-пермское слово (М. Полубояров «Мокша, Сура и другие… материалы к историко-топонимическому словарю Пензенской области», Пенза, 1992, с. 141). Фамилии «Сюзимов» и «Сузимов» упоминаются в писцовой книге 145 (за 1636 г.) «путного ключника Федора Малого да стряпчего Сущева» (ЦГАДА, фонд 1326, опись 2, дело 940.1.к, стр. 155—156) и в «Строельной книге г. Пензы», написанной в 1666 г. и изданной в 1898 г. (изд. МГУ). В первой из них написано: «По указу ж великого государя прислал столник и воевода Федор Лодыжинский из государевых дворцовых сел, ис Темниковского уезду, из села Троецкого острогу, белопомесных козаков на Пензу на вечное житье в переведенцы, и поверстаны на Пензе в конные казаки. Дворы их конных казаков, троецких переведенцов: …Д(вор) Федки Овдеива сына Сюзимова, у него брат Митка…»

## Учёба
Евгений Сузюмов вырос в Н. Ломове, учился в местной школе № 2, но в 1923 г. семья вернулась в Пензу, поскольку нотариальную контору Матвея Сузюмова после революции закрыли. В Пензе Евгений закончил в 1925 г. школу № 4. Кроме того, там же он окончил курсы стенографов и получил высокий разряд «съездовский стенограф», что очень пригодилось ему в жизни. А в 1926 г. Евгений приехал в Москву. По своему мещанскому происхождению он мог поступать в ограниченное число ВУЗов: Постановление Политбюро ЦК РКП(б) № 10 по докладной записке ГПУ «Об антисоветских группировках среди интеллигенции» от 08.06.1922 пунктом 1.б «Об установлении строгого ограничения приема студентов непролетарского происхождения»
 сильно ограничило его выбор. Поступил в Зоотехнический институт, который и окончил в 1930 г. по кафедре овцеводства.

## Работа в системе Наркоматов СССР
После института Евгений работал в Расширенном опорном пункте по овцеводству Центрально-Чернозёмной обл., подразделении Европейского научно-исследовательского института овцеводства, подчинённого Академии сельхоз.наук, где дошел до заведующего генетической лабораторией. В те годы, как известно, в стране был вызванный сплошной коллективизацией голод, вопрос стоял не о селекции овец — о выживании людей. Видя бесперспективность своей работы, Евгений в конце 1932 г. уволился и вернулся в Москву, где его взяли на работу референтом в незадолго до этого созданный (в октябре 1932 г.) Народный комиссариат зерновых и животноводческих совхозов СССР. Вскоре он был назначен помощником Наркома Т.А. Юркина, много ездил с ним по всей стране, инспектировал совхозы.
Сузюмов вспоминал, как работал Нарком: «Через мои руки проходило много писем и документов на имя Наркома. Я отбирал из них наиболее важные для доклада. Остальные направлял на исполнение в управления и отделы Наркомата. Типичная канцелярская работа… Мне повезло, что народным комиссаром совхозов был замечательный человек Юркин, Тихон Александрович. Он пришел на этот пост имея большой опыт в сельском хозяйстве… Узнав, что я знаю стенографию, он быстро использовал это в своей работе. Он жил в Доме правительства на Берсеневской набережной. Я же снимал темный угол в доме Средне-Тишинского переулка на проспекте Мира близ Рижского вокзала. Каждое утро в 7 час. 30 мин. к этому дому подъезжал шикарный чёрный лимузин „Линкольн“, я садился в него и мчался через всю Москву на Берсеневскую набережную. В своем домашнем кабинете меня уже ждал Юркин, на столе перед ним лежала кипа бумаг. В основном, это были письма. Он прочитывал каждое из них и диктовал мне ответ. Были также и официальные бумаги, он также диктовал ответы на них или давал распоряжения начальникам управлений своего наркомата. К 9-ти часам работы заканчивались, мы садились в „Линкольн“… и мчались на Мясницкую ул. в Большой Афанасьевский переулок, где находился наркомат, и поднимались в лифте на второй этаж. Нарком шел в свой кабинет, а я — в машбюро и расшифровывал перед пишущей машинкой свои записи; а потом относил их начальнику секретариата» (неопубл. рукопись. РГАЭ, отдел личных фондов, ф. 627 оп.1 д.171).
В 1934 г. наркома Юркина сняли. Сузюмов продолжал работу в наркомате на разных должностях, пока в конце 1939 г. не перешел на работу в «Главмясо» нового Наркомата мясной и молочной промышленности СССР, и вскоре выехал в Таллин: он сумел получить работу в Торгпредстве СССР в Эстонии. Закупал для «Главмясо» свиней, отправлял «мясные» эшелоны в Ленинград… В 1940 г. Эстония стала одной из Советских республик, торгпредство вскоре закрыли, и весной 1941 г. Евгений вернулся в Москву. И ещё 20 дней (после отпуска) он проработал в секретариате того же наркомата…

## На военном Севере
За день до начала войны (21/06/1941) Сузюмов был откомандирован в Главное Управление Северного морского пути (ГУСМП) — он получил предписание немедленно выехать в Архангельск и далее на о. Диксон, в штаб морских операций Западного сектора Арктики. Там он должен был поступить в распоряжение дважды Героя Советского Союза, известного полярника, начальника ГУСМП И. Д. Папанина: тому нужен был помощник-мужчина со знанием стенографии. У Сузюмова такой опыт был: ранее он работал с Наркомом совхозов. По планам Правительства предполагалось, что летом 1941 г. Папанин будет руководить морскими операциями именно Западного сектора Арктики (что он уже делал во время финской кампании 1939—1940 гг. с мандатом Уполномоченного Совнаркома по перевозкам на Белом море: этот исключительный мандат он получил накануне решительного советского наступления на финском фронте). Какими именно операциями должен был руководить Папанин в 1941-м году— история умалчивает… Но неожиданное начало войны с Германией задержало выезд Папанина, и в Архангельск он прибыл только в середине октября с мандатом Уполномоченного по перевозкам на Белом море- только теперь от Госкомитета обороны (ГКО). Сначала Сузюмов работал на о. Диксон диспетчером штаба, с окончанием навигации прибыл в Архангельск в распоряжение Папанина и 1 декабря был назначен адъютантом, позже — помощником Уполномоченного ГКО.
Штаб Папанина был создан Госкомитетом обороны для работы с караванами союзнических судов, доставлявших по ленд-лизу в порты Архангельска, а потом и Мурманска военные грузы. Необходимо было обеспечить приём караванов, их незамедлительную разгрузку и отправку на фронт военной техники: союзники поставляли в СССР в большом количестве самолёты, орудия, танки, автомобили, продовольствие.
Весь военный период Е. Сузюмов провел в непосредственном распоряжении Папанина. Тот, как начальник ГУСМП, ещё и отвечал за весь Север страны, много времени проводил в поездках по северным портам и поселкам, занимаясь военными перевозками и перевозками стратегических грузов, которые по Сибирским рекам спускались в порты ГУСМП. По Северному морскому пути шли наши караваны судов в Тихий океан и обратно, в том числе перегонялись и военные корабли из Тихого океана- от бесперебойной работы Севморпути зависело снабжение армии, промышленности, населения. Сузюмов участвовал в проводке караванов, посылал на помощь застрявшим во льдах судам ледоколы (подробнее в: И. Д. Папанин «Лед и пламень», Политиздат, М: 1977). Одновременно с должностью помощника Уполномоченного ГКО, Е.М. Сузюмов временно занимал должности замначштаба морских операций Западного района Арктики ГУСМП (1942 г., 4 месяца) и Восточного района (1943 г., 7 месяцев).

## В Главсевморпути и Академии наук
В июле 1945 года штаб Уполномоченного ГКО был расформирован. Вскоре Сузюмов был демобилизован в звании капитана административной службы ВМФ и распоряжением Папанина 1 октября направлен на работу в аппарат Главсевморпути (самого Папанина в 1946 году Сталин отправил на пенсию). Сначала работал зам. начальника секретариата ГУСМП. Занимался вопросами организации экспедиций в Арктику. В 1947 году с новым начальником ГУСМП А. А. Афанасьевым как его помощник прошёл на самолёте всю трассу Севморпути с её многочисленными базами. В 1949 году в качестве помощника начальника экспедиции по оперативной части генерал-майора А.А. Кузнецова (начальника Главсевморпути) принимал участие в высокоширотной воздушной экспедиции (ВВЭ) «Север-4» с многочисленными высадками на дрейфующий лед, включая вблизи точки Северного Полюса: в Северном Ледовитом океане готовились к высадке на дрейфующий лед станции СП-2, 3 и 4. Кроме того, ВВЭ «Север-4» весной 1949 года подготовила в Арктическом бассейне 32 ледовых аэродрома для защиты страны с северного направления (в тот год было создано НАТО).
В конце 1948 года академик П. П. Ширшов, в то время не только Министр морского флота СССР, но и директор созданного им в 1945 году Института океанологии АН СССР, спутник Папанина по героическому дрейфу на СП-1 (1937-38 гг.), пригласил опального Папанина в свой институт на скромную должность заместителя директора по экспедициям. Как раз в это время в строй вступало первое институтское научно-исследовательское судно «Витязь». В сентябре 1949 года Сузюмов был назначен на должность учёного секретаря института и перешёл на работу из ГУСМП в Академию наук.
В 1951 году, в связи с расширением морских исследовательских работ, в Президиуме АН СССР был создан Отдел морских экспедиционных работ (ОМЭР). Папанин был назначен его начальником, а Сузюмов — заместителем. В этой должности он проработал до выхода на пенсию в 1980 году. Принимал участие в создании советского научного флота, но основной сферой его деятельности стало планирование и организационное обеспечение экспедиционных исследований Мирового океана.
Первой для Сузюмова стала Первая советская антарктическая экспедиция (1955—1956 гг.) на дизель-электроходе «Обь», одним из основных организаторов которой он выступал (неофициальный, научный штаб подготовки экспедиции располагался в ОМЭР, но потом постановлением Правительства был перенесен в ГУСМП), а затем и принял в ней участие в качестве учёного секретаря. После экспедиции он опубликовал книгу «К шестому материку» (изданную также в ГДР и в Румынии).
Впоследствии он участвовал в составе руководства в нескольких океанологических экспедициях в Атлантический и Тихий океаны на НИС «Михаил Ломоносов» (1958, 1959), «Витязь» (1961, 1966), «Дмитрий Менделеев» (1972, 1976). Написал об этих и других экспедициях несколько книг. Однако, как организатор науки он был вынужден много сил отдавать не полевой, а бюрократической работе. На его счету организационное обеспечение практически всех международных экспедиций на судах АН СССР и Академий наук союзных республик, выполненных между 1951 и 1979 гг.
Он участвовал в ряде международных научных форумов, таких как 1-й и 2-й океанографические конгрессы (соответственно, в Нью-Йорке в 1959 г. и в Москве в 1966 г.), конгрессах Тихоокеанской научной ассоциации (в 1961 г. в Гонолулу, США; в 1966 г. в Японии), сессиях Международной комиссии по морской истории. Особо стоит отметить его доклад на «Конференции Организации Объединенных Наций по вопросу о применении научных и технических знаний для удовлетворения потребностей менее развитых регионов» (Нью-Йорк, 1962), озаглавленный «Великий Северный морской путь (опыт комплексного развития)» (документ E/Conf/39/E/60 Summary, 23 Oct. 1962, Пункт повестки дня Е.1.3).
Большую роль сыграл Е. М. Сузюмов в создании на Кубе Института океанологии (открыт в 1965 г.) и организации советско-кубинского сотрудничества в области морских исследований. Для этого по заданию Президиума АН СССР он провёл несколько месяцев на Кубе в 1963, 1964 и 1971 гг.

## Смерть
Е. М. Сузюмов скончался 30 апреля 1998 года в Москве. Похоронен на Введенском кладбище (4 уч.).

## Правительственные и другие награды
- Ордена: Отечественной войны II степени (1944 и 1985), Красной звезды (1944), Знак почёта (1945, 1961, 1975), Трудового красного знамени (1949).
- Медали: 14 медалей (включая "За оборону Советского Заполярья", 1944; "За победу над Германией в Великой Отечественной войне", 1945; "За доблестный труд в Великой Отечественной войне", 1945; и все юбилейные) .
- Ряд ведомственных наград, таких как: знак «Почетный полярник», «Ветеран Северного флота» и др.

## Общественная деятельность в послевоенный период
- Зам. председателя Советского национального Тихоокеанского комитета,
- Председатель национальной комиссии морской истории Национального комитета историков,
- Вице-президент общества дружбы «СССР—Австралия» Союза обществ дружбы с зарубежными странами,
- Председатель комиссии по печати по наукам о Земле Всесоюзного общества «Знание»,
- Ученый секретарь Секции геологии и географии Комитета по Ленинским и Государственным премиям СССР,
- Член бюро Междуведомственной комиссии по изучению Антарктики,
- Член Океанографической комиссии АН СССР,
- Член бюро комиссии писателей-маринистов при Союзе писателей СССР,
- Член редакционного совета географической редакции Издательства «Мысль»,
- Почетный иностранный член Географического о-ва США.

## Основные публикации
- Новые советские исследования и открытия в Центральной Арктике / Е. М. Сузюмов. — М.: Знание, 1954. (брошюра)
- К шестому материку / Е. М. Сузюмов. — М.: Географгиз, 1958. — 352 с. — 35 000 экз. (в пер.) (в переводах издана в ГДР в 1958 г. и в Румынии в 1959 г.)
- Жизнь, отданная Антарктиде: Исследователь Антарктики Дуглас Моусон / Е. М. Сузюмов. — М.: Географгиз, 1960. — 80 с. — (Замечательные географы и путешественники). (в переводе издана в Австралии в 1968 г.)
- По островам Полинезии / Е. М. Сузюмов. — М.: Знание, 1963. (брошюра)
- Подвиг «А. Сибирякова» / Е. М. Сузюмов. — М.: Воениздат, 1964. — 28 с. — (Героическое прошлое нашей Родины). (обл.)
- Покоритель нехоженых земель: (Об Г. А. Ушакове. 1901—1963) / Е. М. Сузюмов. — М.: Мысль, 1967. — 88 с. — (Замечательные географы и путешественники).
- Новые корабли науки / Е. М. Сузюмов, С. И. Ушаков. — М.: Знание, 1969. — 64 с. (брошюра)
- Дуглас Моусон и Антарктика / Е. М. Сузюмов. — М.: Гидрометеоиздат, 1970. — 216 с. (обл.)
- Тихоокеанским маршрутом / Е. М. Сузюмов. — М.: Мысль, 1980. — 152 с. — 70 000 экз. (обл.)
- Четверо отважных: Покорение Северного полюса: (О И. Д. Папанине, П. П. Ширшове, Е. К. Фёдорове, Э. Т. Кренкеле) / Е. М. Сузюмов. — М.: Просвещение, 1981. — 144 с.
- Курс — океан: Жизнь и деятельность П. П. Ширшова / Е. М. Сузюмов. — М.: Мысль, 1983. — 128 с. — (Замечательные географы и путешественники). — 60 000 экз. (обл.)
- Имена географов и путешественников на карте / Е. М. Сузюмов. — М.: Знание, 1984. — 48 с. — (Новое в жизни, науке, технике. Науки о Земле). (обл.)
- Открывая тайны океана / Е. М. Сузюмов, М. И. Ципоруха. — М.: Знание, 1991. — 192 с. — (Народный университет. Естественнонаучный факультет).

Кроме того, им опубликовано порядка 200 статей в сборниках, журналах, газетах.

## Общественное признание, экспозиции, архивы, избранные публикации о нем
Е. М. Сузюмов — почетный гражданин города Нижний Ломов. В 2003 году на доме, где он жил вплоть до 1923 года, была установлена мемориальная доска. В 2010 году Законодательное собрание г. Нижний Ломов приняло решение назвать именем Сузюмова одну из новых улиц. В 2017 г. на пензенской школе №4, которую он закончил, установлена мемориальная доска. В том же году в Пензе именем Сузюмова была названа одна из улиц.
Экспозиции, посвящённые жизни и деятельности Сузюмова, имеются в Городском историко-краеведческом музее Города Воинской Славы Полярный Мурманской области, в Городском музее г. Нижний Ломов Пензенской области, в Музее русских путешествий г. Пенза.
Архивы Е. М. Сузюмова находятся в Российском Государственном архиве экономики (РГАЭ), отдел личных фондов, ф.627 оп.1 д.171 (в Москве), а также в музее Мирового океана в г. Калининград.
Запись «Ѳедки ОвдѢива сына Сюзимова» в «Строельной книге города Пензы» с предисловием В. Борисова, Москва, 1898 г., стр. 11, абз. 9.
А.Е. Сузюмов. Он плавал по всем морям и побывал на всех континентах. Записки по гидрографии №299, 2016, стр. 102-108.
А.Е. Сузюмов. Помощник Папанина (Е.М. Сузюмов в военной Арктике). В сб. "Полярные чтения на ледоколе «Красин» - 2015. Арктика в годы Великой Отечественной войны". Изд. Паулсен, 2016, стр. 198-207
Сузюмов Евгений Матвеевич. Всенародная книга памяти Пензенской области. https://dmitrovsk1943.mybb.ru/viewtopic.php?id=8252